# 高利布里奇
高利布里奇（英語：Gauley Bridge）是美国西弗吉尼亚州費耶特縣的一个城镇，在2010年的人口普查中有人口614人。新河和高利河在此处汇合形成卡诺瓦河。城镇的名称得名于跨过高利河的一座桥。